# Древнегреческие наёмники
Древнегреческие наёмники — наёмные воины греческого происхождения в Древнем мире. Феномен наёмничества расцвёл в античной цивилизации в V веке до н. э. после Пелопоннесской войны. Они пришли на смену полисно-племенному ополчению, превратив военное ремесло в профессию. Отчасти этому способствовало развитие военного искусства, появление тяжеловооружённых гоплитов и построения фаланги. Наёмники нередко становились личной гвардией тиранов. Впоследствии для нейтрализации негативных аспектов наёмничества были созданы военные поселения (клерухия).

## Терминология
У древних греков не было единого термина для обозначения наёмника. Греческие авторы использовали либо эвфемизмы, называя наёмника «помощником» (др.-греч. επίκουρος) или «копьеносцем» (δορυφόρος), либо синонимичные понятия с очень широкими границами значений. Например, основное значение слова ξένος в классических текстах — это «чужеземец» или «гость», а уж затем оно приобрело своё привычное значение «наёмный солдат». Также и термин μισθοφόρος, то есть «получатель платы» (μισθός), первоначально относился к любой категории наёмных работников, в том числе батраков и ремесленников. Эта неопределённость терминологии показывает, что институт наёмничества в сознании греков не был самостоятельным явлением, а существовал в более широком контексте смежных с ним понятий и отношений. Выбор автором того или иного термина позволяет рассмотреть не только эволюцию понятия «наёмничество», но и стоящую за используемой терминологией историю самого этого явления.
Первым по времени термином, обозначавшим наёмника, был επίκουρος — «помощник». Он встречается уже у Гомера, который в «Илиаде» называл «помощниками» союзников троянцев. В этом же смысле его использовали авторы VI—V веков до н. э., в том числе Геродот, который называл так греческих и карийских наёмников, служивших в Египте. Фукидид называл «помощниками» союзников афинян — как добровольных, так и нанятых за плату (επίκουροι μισθοςαμένοι). В тех случаях, когда он хотел специально подчеркнуть наёмнический статус воинов, он также пользовался термином μισθοφόρος — «получатель платы». Благодаря Фукидиду μισθοφόρος превратился в обычное обозначение наёмного воина у более поздних авторов: Полибия, Диодора и Арриана.
Важные изменения в терминологию внёс Ксенофонт, который сам был наёмником и много писал о наёмниках. В «Анабасисе» и «Греческой истории» эти воины обычно обозначаются термином ξένοι, то есть «чужеземцы», и в меньшей степени словом μισθοφόροι. Возможно, на выбор Ксенофонтом терминологии повлияла современная ему разговорная речь: как следует из надписей второй половины V века до н. э., афиняне нередко именовали ξένοι подчинённых им союзников. Популяризированный Ксенофонтом термин стал общеупотребительным у более поздних авторов — например, у Энея Тактика. Прежний επίκουρος утратил всякую связь с наёмничеством. Сам Ксенофонт использовал его лишь дважды, причём оба раза так названы волонтёры, заботившиеся о раненых или заболевших воинах. Платон этим термином называл стражей идеального государства, которых определённо никак нельзя считать наёмниками. Арриан в «Анабасисе Александра» именовал этим словом врачей, сопровождавших македонскую армию.

## Древнегреческие наёмники за пределами Греции

### В Египте
Нанимателями греческих наёмников часто становились фараоны Саисской династии. Число греческих наёмников в Египте достигало 20 тысяч, и они занимали отдельный квартал в Мемфисе. Однако они не всегда были надёжными защитниками. Так, Египет был захвачен персами Камбиса II во многом благодаря предательству древнегреческих наёмников во главе с Фанесом из Галикарнаса. После временного отпадения Египта от державы Ахеменидов один из лучших афинских полководцев IV века до н. э. — Хабрий — дважды поступал на службу египтянам для борьбы с персами (в первый раз — как командующий наёмной греческой армией, во второй раз — как флотоводец). Служил фараонам и спартанский царь Агесилай II: сначала Тахосу, а затем перешёл на сторону восставшего против последнего Нектанеба II.

### В Вавилонии
Известно стихотворение Алкея (VII—VI века до н. э.), которое адресовано его брату-наёмнику Антимениду, служившему в Вавилоне. Поэт приписывает ему победу над вражеским воином ростом почти в пять локтей. Возможно, привлечение на службу греческих наёмников имело место ещё во времена Асархаддона.

### В Лидии
Присутствие греческих наёмников зафиксировано и на территории Лидийского царства. Город Абидос, основанный милетянами в Троаде по разрешению царя Гигеса, мог изначально являться военной колонией наёмников-ионийцев, служивших у лидийских царей. Существует гипотеза о том, что первые в истории монеты, которые в VII веке до н. э. стали чеканить цари Лидии, предназначались в первую очередь для оплаты труда греческих наёмников. Поначалу это были кусочки электрума, затем появилась серебряная и золотая монета. В дальнейшем лидийский монетный стандарт широко распространился у самих греков.

### В Персии
О месте и роли древнегреческих наёмников в державе Ахеменидов рассказывает Ксенофонт в автобиографическом произведении «Анабасис», согласно которому они набирались в качестве гвардии сатрапов. Один из сатрапов, Кир Младший, сумел собрать значительное (10 тысяч) войско из греков и пытался захватить власть в Персии, однако был убит в битве при Кунаксе, при этом греки на своём фланге одержали победу.
Знаменитый афинский полководец Ификрат по приглашению сатрапа Фарнабаза принимал участие в экспедиции с целью восстановления персидского господства в Египте, командуя армией из 12 тысяч воинов. Экспедиция закончилась провалом из-за разлада между Ификратом и его нанимателем.
Известным греческим наёмником на службе у персов был Мемнон Родосский, который принял деятельное участие в сопротивлении македонской агрессии. Старший брат Мемнона, Ментор Родосский, служил сатрапу Артабазу II, а позже вернул персам Египет (343 до н. э.). Братья принимали участие в Великом восстании сатрапов, но были прощены царём и продолжили служить персам. Участвовали греческие наёмники и во всех основных битвах похода Александра Македонского в Азию, включая решающую битву при Гавгамелах (331 до н. э.) — на стороне персов сражалось около 2000 греков под командованием двух стратегов: фокейца Патрона и этолийца Главка.

### В Карфагене
Хорошо зарекомендовали себя греческие наёмники в годы Первой Пунической войны, сражаясь против римлян на стороне карфагенян. Спартанскому стратегу Ксантиппу были даны особые полномочия, и он фактически возглавил армию, приведя её к победе в битве при Тунете. Полибий упоминает наёмника из Ахеи по имени Алексон, который служил в карфагенском гарнизоне Лилибея.

## Оценки роли наёмников
Само по себе занятие военным делом и храбрость, проявляемая на поле боя, чрезвычайно высоко котировались в системе ценностей древних греков. С другой стороны, они с неодобрением смотрели на попытку извлечь из этой деятельности прибыль. Любая работа за сдельную плату считалась занятием, недостойным свободного человека. По убеждению Аристотеля, зависимость наёмника от жалования делала его невосприимчивым к пониманию общих целей. Если для граждан полиса война была большой совместной работой всего коллектива, то всякая попытка извлечь из общего труда частную выгоду неуклонно должна была подрывать солидарность. Аристотель писал:

Мужество заключается в отваге, а не в наживании денег; точно так же военное и врачебное искусство имеют в виду не наживу, но первое — одержание победы, а второе — доставление здоровья. Однако эти люди обращают все свои способности на наживу денег, будто это является целью, а для достижения цели им приходится идти на всё.

Великий афинский оратор Исократ в речи «О мире» (около 358—355 до н. э), составленной накануне или во время Союзнической войны, отмечает:

Как мы отличаемся от наших предков! Они без колебания покидали родину во имя спасения Греции и таким образом одерживали над персами победы и на море и на суше; мы же, наоборот, не хотим подвергаться никакой опасности. Мы стремится над всеми властвовать, но не желаем взять в руки оружие. Мы объявляем войну, так сказать, всему миру; но вместо того, чтобы самим подготовиться к ведению её, мы набираем бродяг, перебежчиков и всякого рода негодяев, которые готовы идти против нас же, если кто-нибудь предложит им бо́льшую плату; и мы питаем к ним такую слабость, что, отказываясь брать на себя ответственность за поступки, совершённые против кого бы то ни было нашими собственными детьми, мы принимаем порицание за разбои, насилия и беззакония этих людей, и не только не приходим в негодование, но даже радуемся, когда слышим, что они совершили злодеяние такого рода. Мы дошли до такого сумасшествия, что, нуждаясь в насущных вещах, мы пожелали содержать наёмников, оскорбляем и обираем наших союзников для уплаты жалования этим врагам всех людей… Когда наши предки объявляли кому-нибудь войну, то считали своей обязанностью принимать участие в битве; если даже государственная казна их была полна золота и серебра, они находили нужным обеспечить успех битвы личным своим присутствием; мы же, несмотря на нашу бедность и, вместе с тем, многочисленность нашего населения, поступаем подобно персидскому царю и выставляем наёмные войска.

Выдающемуся древнегреческому поэту Архилоху, из творчества которого до нашего времени дошли лишь разрозненные фрагменты и который сам, по-видимому, не раз служил наёмным воином и погиб в бою, принадлежит следующий стихотворный афоризм:
Главк, до поры лишь, покуда сражается, дорог наёмник.Перевод В. В. Вересаева